# José Manuel Soares
José Manuel Soares (Lisboa, 30 de janeiro de 1908 - Lisboa, 24 de outubro de 1931), conhecido como Pepe, foi um futebolista português.

## Biografia
Jogou toda a sua carreira no clube de coração e da sua terra, o Clube de Futebol Os Belenenses. Lá conquistou 2 campeonatos de Portugal e 2 Campeonatos de Lisboa, sendo que entre 1928 e 1931 sagra-se consecutivamente o melhor marcador da prova lisboeta atingindo, na época de 1930 a 1931, a surpreendente marca de 36 golos em apenas 14 jogos. Nessa época, contra o Bom Sucesso Pepe marca 10 golos, num desafio que o Belenenses ganha por 12-1.
Foi eleito como um dos atacantes do "O Onze do Centenário" do time Belenenses, de Portugal.

### Morte
A 23 de Outubro de 1931 Pepe sentiu fortes dores abdominais no trabalho – era reparador de máquinas no Arsenal da Marinha – e morreu no dia seguinte. Tinha 23 anos.
Durante muito tempo, especulou-se sobre a causa de morte do craque - e a explicação surgiu mais de 55 anos depois da fatalidade. Em 1988, Homero Serpa, em entrevista à A BOLA Magazine, revelou que Pepe teria morrido por envenenamento involuntário da mãe.
Naquele dia de 1931, na hora de temperar a sopa que seria o seu almoço, a mãe de Pepe terá confundido sal com soda cáustica e esse foi o seu fim. O resto da família também teve sequelas do engano da mãe mas só Pepe acabou por morrer.
No ano seguinte à sua morte, o Belenenses ergueu um memorial no Campo das Salésias, que viria também a receber o seu nome. Quando se mudou para o Restelo, em 1956, foi também lá colocado um memorial seu.
Desde essa altura, o FC Porto homenageia o jogador, colocando uma coroa de flores junto ao memorial antes de cada duelo com o Belenenses. Pepe nunca teve qualquer ligação com o clube portista.